# باجونسك
باجونسك (بالتايلندية: อังคาร ชมพูพวง) (مواليد 20 يناير 1980) هو ملاكم تايلاندي، مثّل بلاده في الألعاب الأولمبية الصيفية 2008.

## روابط خارجية
باجونسك على موقع أوليمبيديا (الإنجليزية)